# Eragon
Eragon es una novela fantástica escrita por Christopher Paolini, el primer libro de la saga de Eragon. Su portada se identifica por un color de fondo (azul) y un dragón, así como sus secuelas Eldest (rojo), Brisingr (dorado el dragón y negro el libro) y Legado (verde).

## Publicación
Christopher Paolini comenzó a escribir Eragon a la edad de quince años, en el año de 1998 y tardó tres años en finalizarlo. En el 2002 fue publicado por los padres del autor a través de su pequeña editorial, Paolini International, LLC. El libro fue descubierto por
Alfred A. Knopf, y publicado luego bajo el sello "Knopf". Publicado por una gran editorial, Eragon se convirtió en un éxito de publicación y un best seller en el New York Times.
A raíz de este éxito, el 15 de diciembre de 2006 se estrenó la primera película de la saga en Estados Unidos a cargo de la 20th Century Fox, pero debido al escaso éxito en taquilla se descartó filmar el resto de entregas.

## Argumento
La historia transcurre en el ficticio territorio de Alagaêsia. El protagonista, Eragon, encuentra una especie de piedra preciosa de gran tamaño y color azul mientras está cazando en el bosque. Él es un muchacho que vive en una modesta granja con su tío Garrow  y su primo Roran, y cree que vendiéndola podrá comprar carne a Sloan, el carnicero de Carvahall —su pueblo natal—, para poder pasar el frío invierno. Sin embargo, cuando el carnicero lo intenta timar, Eragon la lleva de vuelta a casa.
Una noche la gema se rompe, revelando ser un huevo del que emerge un dragón. Este resulta ser una hembra a la que Eragon da el nombre de Saphira. De esta manera, Eragon se convierte en un Jinete de Dragón, manteniendo a Saphira en secreto, ignorando por completo la persecución que el despótico rey Galbatorix ha iniciado para recuperar el huevo. Cuando los Ra'zac, letales criaturas enviadas por Galbatorix, llegan a Carvahall en busca del huevo de dragón y tras escuchar cómo el carnicero le traiciona contándoles la historia acerca del huevo de dragón que buscaban y dónde podían encontrarlo en su granja lejos del pueblo, Eragon trata de ir rápidamente para avisar a su tío, pero ya es tarde y solo ve el cadáver. Al verlo, emprende su huida de Carvahall junto a Saphira y al anciano cuentacuentos del pueblo, Brom, en persecución de los Ra’zac.
Brom entrena al joven en el uso de la magia y en el combate para prepararlos en su labor como el nuevo Jinete de Dragón. Sus viajes los llevan hasta la ciudad de Teirm, donde conviven con un viejo amigo de Brom, Jeod, y Eragon conoce a Angela, una hechicera y adivina que le revela importantes detalles sobre su futuro. Con la ayuda de Jeod, Eragon y Brom logran perseguir a los Ra'zac hasta Dras-Leona, donde logran tener su primer encuentro con ellos. Esa noche, los Ra'zac atacan a Eragon y Brom. Un desconocido llamado Murtagh los rescata, pero Brom ya está gravemente herido. Sabiendo que está a punto de morir, Brom le revela a Eragon que él alguna vez fue un Jinete y muere después de esto, Eragon en su honor crea con magia una tumba y Saphira tocándola la convierte en diamante.
Murtagh se convierte en el nuevo acompañante de Eragon, y ambos viajan a la ciudad de Gil'ead para conseguir información acerca de la ubicación de los vardenos, un grupo de rebeldes que buscan alcanzar la derrota de Galbatorix. Cerca de Gil'ead, Eragon es capturado y llevado a Gil'ead para ser aprisionado en la misma prisión donde mantienen cautiva a una mujer que Eragon ha estado viendo en sueños. Cuando logra escapar de su celda, Eragon descubre que esta mujer es una elfa. Saphira y Murtagh aparecen para rescatarlo. Murtagh y Eragon se enfrentan a Durza, un peligroso siervo de Galbatorix, y escapan llevando a la elfa inconsciente con ellos.
Eragon contacta telepáticamente con la elfa, y ella le revela que su nombre es Arya, que fue envenenada mientras estaba cautiva y que la única cura para el veneno está en posesión de los vardenos. Arya les explica que el veneno tardará cuatro días en matarla y les da indicaciones para llegar a la guarida de los vardenos, una ciudad llamada Tronjheim, que reposa en la montaña Farthen Dûr.
Alcanzan a llegar con dificultad a Farthen Dûr porque un ejército de Urgalos estaba persiguiéndolos. En el camino, Murtagh revela ser el hijo de Morzan, uno de los siervos de Galbatorix.
Estando ya en Farthen Dûr, Murtagh es encarcelado por los vardenos al negarse a permitir que lean su mente para saber si es un aliado o un enemigo. Ahí, Eragon conoce a Ajihad, el líder de los vardenos, a Nasuada, hija de Ajihad y a Orik, el enano, quien será su guía en el lugar. Orik presenta a Eragon a Hrothgar, rey de los enanos y su tío. Eragon también se reencuentra aquí con Angela, la hechicera.
Cuando Eragon al fin parece poder descansar, Galbatorix envía a su ejército, bajo el comando de Durza a Farthen Dûr, para destruir a Eragon y a los vardenos, y comienza otra batalla. Durante la batalla, Eragon se enfrenta a Durza, quien lo hiere gravemente en la espalda, dejándolo casi fuera de combate. Cuando Durza está a punto de capturar a Eragon, es distraído por Saphira y Arya, que rompen el Isidar Mithrim —una preciada joya gigante de los enanos que se encuentra en la parte alta de Farthen Dûr— y gracias a esa distracción Eragon mata a Durza clavándole su espada en su corazón, lo que provoca que el hechizo que Durza había lanzado para controlar a los Úrgalos en la batalla se detenga, concediéndoles la victoria a los vardenos.

## Diferencias entre el libro y la película
La adaptación cinematográfica ha recibido fuertes críticas de parte de los fanáticos de la saga debido a que las diferencias entre el libro y esta son numerosas y bastante notables. La mayoría de ellas impiden continuar la adaptación de la saga en la pantalla grande sin modificar totalmente el contenido de las secuelas.
- En el libro, Eragon es descrito como un granjero de pelo y ojos oscuros, mientras que en la película es presentado rubio y con ojos azules; rasgos muy extraños en Carvahall. En el libro tiene 15 años de edad; en la película, 17.
- En la película, Saphira se muestra como una especie de ser místico, ya que alcanza su madurez literalmente en cuestión de segundos y elige su propio nombre al presentarse ante Eragon como un dragona adulta. En el libro, Eragon cuida a Saphira desde su nacimiento y durante meses va a visitar al cuentacuentos Brom para aprender sobre los dragones y así informarse sobre cómo criarla y qué nombre darle. Brom le da una serie de nombres masculinos y femeninos de dragones que él conoció. Cuando la dragona gana un poco de consciencia, Eragon le recita todos los nombres masculinos que ha aprendido. La dragona está en desacuerdo con todos ellos hasta que Eragon se da cuenta de que es hembra y le da el nombre de Saphira.
- Cuando los Ra'zac van por Eragon, Saphira se lo lleva volando durante muchas horas para mantenerlo alejado del peligro. Cuando vuelve a la granja, la encuentra quemada; y a su tío, muerto. Luego vuelve al pueblo con muchas heridas debido a que no estaba acostumbrado a volar con Saphira y tarda en recuperarse. En la película todo esto sucede muy rápido, y Eragon sale ileso.
- Arya es descrita en el libro como una elfa alta de cabello oscuro. En la película, Arya tiene las orejas redondas, en lugar de las características orejas puntiagudas de los elfos, y su cabello es claro. El libro describe el comportamiento de Arya (y de todos los elfos en general) como muy diferente al de los humanos, además de que Arya es reservada, seria e indiferente, pero en la película Arya se muestra muy humana y muy amigable. Un ejemplo destacable de esto es que Eragon descubre que Arya es la princesa de los elfos desde la primera vez que la ve en sueños, mientras que originalmente Eragon no se entera de esto hasta el segundo libro, y no lo descubre directamente de la boca de Arya. Finalmente, la mayor parte del libro, Arya aparece inconsciente y débil, mientras que en la película está sana casi desde su rescate.
- En la película, las diferentes razas de Alagaësia parecen tener un comportamiento común, pero en el libro tienen un comportamiento totalmente distinto entre ellas, sobre todo los elfos con los humanos y enanos. Esta diferencia se acentúa en Eldest (Segundo libro).
- Brom muere a manos de los Ra'zac, intentando salvar a Eragon, no a manos de Durza, como muestra la película.
- Murtagh, en el libro, aparece al intentar salvar a Eragon y Brom de los Ra'zac. Consigue salvar a Eragon pero no a Brom. También acompaña a Eragon en casi todo el viaje, incluso ayudándole a salvar a Arya. En cambio, en la película solo aparece unos minutos y, sin embargo, al final parece haber creado la misma relación de compañerismo que tiene con Eragon en el libro.
- Los úrgalos son descritos como seres grotescos, muy grandes, y con cuernos de carnero además, pero en la película resultan ser simples hombres grandes con diferente color de piel.
- A pesar de que se aprecia gente de baja estatura cuando Eragon llega a Farthen Dûr en la película, realmente los enanos no son presentados formalmente, y Orik nunca aparece a pesar de ser un personaje importante para la historia (sobre todo en libros posteriores).
- Eragon sale ileso de la batalla final con Durza en la película, mientras que en el libro Durza logra dejarle a Eragon una gran herida en la espalda que se extiende desde el hombro derecho hasta la cadera izquierda. Esta herida juega un papel fundamental en el segundo libro.
- En el libro, Saphira rompe Isidar Mithrim, el enorme zafiro empotrado en el techo de Tronjheim, para ayudar a Eragon a derrotar a Durza. Este zafiro tenía un gran valor para los enanos, y este detalle influye mucho en la trama del segundo y el tercer libro. Saphira, junto a Eragon, prometen repararlo. El Isidar Mithrim nunca aparece ni es mencionado en la película (debido sobre todo a que Tronjheim es el interior de una montaña en el libro y una explanada en la película).
- Eragon, al llegar a donde los vardenos en Farthen Dûr, bendice a un bebé, pero como no conoce el idioma antiguo a la perfección le maldice en lugar de bendecir, y Saphira le deja una marca en la frente. Ese bebé más tarde, en los dos siguientes libros, será una pieza bastante clave para Eragon. En cambio, en la película, esta escena aparece únicamente en las escenas eliminadas en el DVD, con ligeras modificaciones, como la ausencia de Saphira en el acto.
- Angela es retratada como una joven de casi la misma edad que Eragon en la película, y no le da mucha información útil, además de que nunca se presenta formalmente y solo aparece unos minutos. El libro, en cambio, describe con mayor detalle a Angela, dándole una participación mucho más grande y junto con ella también se presenta al hombre-gato Solembum, personaje esencial de la saga. Ambos le dan predicciones y consejos a Eragon que serán esenciales durante el resto de la serie entera, pero en la película Eragon no recibe nada de esta información.
- En el libro aparece Jeod (viejo amigo de Brom), un personaje importante para los siguientes libros. En la película no se le muestra.
- En el libro, los Ra'zac asesinan a Brom. En la película Brom y Eragon matan a los Ra'zac, que son personajes vitales en la trama del segundo y el tercer libro, y los matan sin mucho esfuerzo, mientras que en el libro los Ra'zac son presentadas como mortíferas criaturas que resultan difíciles de derrotar incluso para un Jinete. Además, el libro describe a los Ra'zac como otra más de las razas de Alagaësia, mientras que la película hace pensar que son alguna especie de manifestación demoniaca, ya que aparecen como por resultado de un hechizo de Durza.
- Brom no le revela a Eragon la historia de su pasado hasta su lecho de muerte y no en un día cualquiera como se muestra en la película.
- Al final del libro se menciona al Sabio Doliente, también conocido como el Lisiado que está Ileso, Oromis, que es un personaje fundamental en el segundo y el tercer libro. En la película no se le hace mención.
- Eragon tiene una herida en su espalda que va de el hombro izquierdo a la cadera derecha. La herida que se muestra en la película está en el abdomen.
- Galbatorix, el tirano rey, nunca aparece en el libro, mientras que en la película aparece en varias ocasiones. Además, el libro indica que Galbatorix desconoce la ubicación del escondite de los vardenos y también la de Ellésmera, la ciudad de los elfos, pero en la película se muestra que Galbatorix tiene un mapa en su castillo que muestra la ubicación exacta de ambos lugares.
- En la película, muchas de las ciudades que Eragon y Brom visitan en el libro no aparecen, y las que sí aparecen, se encuentran en locaciones diferentes, como se muestra en el mapa que Galbatorix tiene en su castillo, y a pesar de que sí se respeta el nombre de las ciudades, cosas diferentes ocurren en cada una con respecto al libro.
- En la película, Arya parte a Ellésmera y Eragon va a despedirla junto con Saphira. Se encuentran en un llano y se despiden, insinuando que no saben si volverán a verse, pero que esperan verse de nuevo. En el libro, ambos se quedan con los enanos durante un tiempo, antes de partir juntos, en el segundo libro, hacia Ellésmera.
- Las montañas Beor se describen como montañas de altura asombrosa, de varios miles de metros las más bajas; incluso se menciona repetidas veces que son tan altas que algunas de sus cumbres no se alcanzan a distinguir. En la película tienen una altura muy típica.
- En la película, el fuego de Saphira es de color rojo, pero en el libro se describe que el fuego de un dragón es del color de sus escamas, por lo que el fuego de Saphira debería ser azul. Además, Saphira no logra escupir fuego sino hasta el final del libro, y solo es una pequeña llamarada, porque aún no ha desarrollado del todo su habilidad.
- En la película, Sloan es torturado y asesinado por los Ra'zac. En el libro, por el contrario, estos obtienen la información que necesitan dialogando con el carnicero y sin necesidad de tortura.
- Ni los gemelos ni ningún miembro de Du Vrangr Gata aparece en la película. Los gemelos juegan un papel importante en el segundo libro.
- Roran desaparece temporalmente de la historia en el libro, prometiendo regresar porque solo quiere ir a trabajar para poder casarse con su novia Katrina. En la película, Roran se va porque ha cumplido la mayoría de edad y quiere escapar de los reclutadores del ejército de Galbatorix (los cuales nunca aparecen ni se les hace mención en libro) y se sugiere que él y Eragon podrían no volver a verse.
- Katrina es un personaje importante por su relación con Roran, y nunca aparece en la película. Solo se le nombra en las escenas eliminadas del DVD, y es para mostrarnos que se fuga con Roran a espaldas de su padre desmontando por igual la trama.
- En la película Galbatorix quiere muertos a Eragon y a Saphira; en el libro los quiere mantener vivos para que se unan a él.
- A pesar de que Eragon y Brom montan a caballo en la película, no se presenta ningún indicio real que sugiera que sus monturas sean Nieve de Fuego y Cadoc, los caballos que montan en el libro.
- Algunas palabras del idioma antiguo fueron modificadas para la adaptación cinematográfica. Algunas otras, inventadas.
- Eragon se entera de que Murtagh es el hijo de Morzan en el camino hacia Farthen-Dûr. En la película, lo descubre en Farthen-Dûr de boca de Ajihad.
- Cuando Eragon decide salvar a Arya de Gil'ead, va a caballo con Murtagh, y le encierran en la prisión por una emboscada de los úrgalos, y sale con Murtagh y Arya, estando esta inconsciente a lomos de Saphira. Sin embargo, en la película, Eragon entra por su propio pie en la ciudad y sale con Arya, Brom y Saphira.
- Cuando Eragon monta a Saphira por segunda vez, ya con la silla, en ningún momento del libro Eragon formula un hechizo para ver igual que Saphira, como en la película. En lugar de eso, en el libro conectan sus mentes hasta casi fusionarlas y Eragon se queda sin control sobre su cuerpo hasta que se separan las mentes.
- Eragon está un largo tiempo en Tronjeim, la ciudad de los enanos, hasta la batalla. En la película, todo ese tiempo transcurre en unos minutos.
- En el libro, al entrar Eragon con Murtagh, Arya y Saphira en Farthen Dûr, sufren una emboscada de los úrgalos y los vardenos se resisten a dejarles entrar. Sin embargo, en la película, los vardenos les dejan entrar sin problemas, y aunque es cierto que encierran a Murtagh, su celda es descrita bastante cómoda y amplia, y desde el principio participa en la batalla. En la película, por el contrario, escapa de la celda en medio de la batalla y participa en ella.

## Personajes
- Eragon: es el protagonista de la historia, un joven granjero que vive con su tío Garrow y su primo Roran, a las afueras de Carvahall. La historia toma lugar cuando este tiene la edad de 15 años y encuentra una extraña piedra en las Vertebradas que resulta ser un huevo de dragón. Eragon es valiente, observador, posee buenas dosis de prudencia y sabe valerse por sí mismo. Su madre, Selena, lo dejó cuando era pequeño a cargo de Garrow, su hermano. Eragon se crio con él y con su primo, Roran.
- Saphira: es la dragona acompañante de Eragon, su comunicación con su Jinete es telepática, debido a los rasgos mágicos que los unen. Tiene conciencia propia e inteligencia, por tanto es capaz de discernir y tomar decisiones propias. Durante el transcurso de la historia esta crece y evoluciona, adquiriendo nuevas habilidades y desarrollando sus capacidades de dragón. Sus escamas son de color azul zafiro brillante. Es la última dragona libre en Alagaësia, por lo que el rey Galbatorix la quiere viva para poder crear una nueva generación de dragones.
- Brom: es un anciano cuentacuentos de la aldea de Carvahall, y que se convierte en mentor de Eragon. Durante la trama se crean diversas versiones del pasado de este: cuentacuentos, hechicero, curandero y Jinete de Dragón. Durante el transcurso de la historia señala que pierde a su dragona, que también se llamaba Saphira, en la pelea con Morzan. Es aliado de los vardenos, un grupo rebelde de oposición al rey; parece simpatizar con ellos aunque durante gran parte del libro este intenta proteger a Eragon de estos, al no considerarlo listo para encontrarse con ellos.
- Arya: es una elfa; fue la guardiana del huevo del que nació Saphira. Arya aparece por primera vez en sueños de Eragon mediante la criptovisión, en los cuales este queda cautivado de ella. Después descubre que Arya está presa en la ciudad de Gil'ead, de donde decide rescatarla. Eragon se enamora de ella.
- Garrow: es el tío de Eragon. Crio a Eragon desde que este era pequeño.
- Sloan: es el carnicero de Carvahall, y padre de Katrina.
- Katrina: es la hija de Sloan y novia de Roran.
- Roran: es el primo de Eragon, hijo de Garrow y novio de Katrina. Creció junto a Eragon, ambos criados por Garrow.
- Murtagh: es el misterioso acompañante de Eragon en su viaje hacia los vardenos. Ajihad ordena apresarlo al descubrir su identidad, aunque es liberado antes de la batalla con los úrgalos.
- Orik: es un enano amigo de Eragon, y guía en la ciudad de los enanos.
- Ajihad: es el líder de los vardenos.
- Nasuada: hija de Ajihad,y líder de los vardenos posteriormente.
- Durza: es un Sombra, un hechicero poseído por espíritus malignos, al servicio de Galbatorix. Su apariencia es apenas humana, con cabello y ojos de color rojo, y la piel gris y fina como el pergamino.
- Galbatorix: es el despótico emperador de Alagaësia, el Jinete de Dragón que traicionó a los suyos buscando el poder.
- Morzan: Es el primer y el más poderoso aliado de Galbatorix en contra de los Jinetes, este también era uno, es padre de Murtagh y fue asesinado por Brom quince años antes de que Eragon encontrara el huevo.

### Páginas oficiales
- [https://www.eragons.com Sitio web de fans de Eragon en Español
- Página oficial, que incluye comentarios autobiográficos de Paolini.
- Sumario de Eragon, de Random House
- Sitio de la película Eragon
- Sitio web de la película y todos los libros, en español.

- Datos: Q185449